# Дуэль (фильм, 1962)
«Дуэль» (дат. Duellen) — датский чёрно-белый художественный фильм режиссёра Кнуда Лейфа Томсена, снятый по собственному сценарию в 1962 году.
Премьера состоялась 9 февраля 1962 г.
Дебютный фильм Кнуда Лейфа Томсена был включен в конкурсную программу 12-го Берлинского международного кинофестиваля.

## Сюжет
Молодёжная драма.
Критик Вл. Матусевич в статье «Против течения» о датском кинематографе в рубрике «Зарубежное кино» (Журнал «Советский экран» № 12/1963) писал:

Фильм привлек внимание смелым и серьезным поворотом темы, которая ранее возникала в датском кино лишь как поверхностный отклик на «модную» рубрику газетной хроники, — темы озлобленного и слепого бунта молодежи против скомпрометированных мелкобуржуазных идеалов, против идейной и нравственной бесперспективности капиталистического миропорядка.
Раньше изображалась лишь внешняя сторона явления, смаковались скандальные похождения местных «стиляг» — «ледеякке». В «Дуэли» Томсен попытался вскрыть общественую природу этих явлений.
Поэтика «Дуэли» демонстративно-традиционна: любовный треугольник, ситуации развиваются по всем правилам активной, напряженной драматургии. Центральный персонаж — копенгагенский студент Микаэль, прячущий свою растерянность и горечь под маской пресыщенного циника, — поначалу тоже представляется традиционным. Но тем более очевидной становится необычность и своеобразие основополагающего идейного содержания произведения.
Дело в том, что именно Микаэль, вопреки своему внешнему сходству с всеотрицающими представителями «рассерженной» молодежи, оказывается единственным защитником простейших, извечных духовных ценностей — любви, поэзии, искусства. Он единственный, кто активно отвергает нравственный распад, беспринципную аморальность, разъедающие общество. Отчаянная тяга героя к чистоте, естественности и гармонии, его неравный бой с миром живых трупов исполнены драматизма, получают исход в интенсивном, насыщенном событиями сюжете, в острых полемических диалогах.

## В ролях
- Фриц Хельмут — Микаэль
- Джон Прайс — Клаес
- Бастер Ларсен — актёр
- Элит Пио — дедушка Тины
- Пауль Мюллер — профессор
- Малена Шварц — Тина
- Аксель Стрёбюэ — Бассе
- Вера Гебур — Лене
- Минна Йоргенсен — медсестра
- Карл Стеггер — надзиратель
- Кнуд Рекс — конферансье